# أوفلوكساسين
أوفلوكساسين هو مضاد حيوي صنعي كعامل علاجي كيميائي من زمرة الفلوروكينولون الجيل الثاني، يعرف تجارياً باسم أوبتيفلوكس. عند تعاطيه عن طريق الفم يكون تركيزه عالياً للغاية في البول وبالتالي فإن فاعليته كبيرة في جميع إصابات الجهاز البولي بما فيها الإصابة بعدوى السودوموناس، كما يصل الدواء أيضاً للبروستاتا.

## آلية العمل
يُثَبِّط إنْزيم الحَمْض الرِّيْبِيّ النَّوَوِي المَنْزُوع الأوكسِجين الدنا جيراز(اللازم لتكرار الحمض النووي) وبالتالي يمنع تخليقه، وهو فعال ضد تشكيلة واسعة من الكائنات الحية الهوائية سالبة وموجبة الجرام.

## الاستعمال
يستعمل الأفلوكساسين في علاج العدوى الناتجة عن البكتيريا الحساسة لمادة الأوفلوكساسين مثل:
- إصابات الكلى والمسالك البولية والأعضاء التناسلية والبروستاتا والسيلان.
- إصابات الجهاز التنفسي الحادة والمزمنة والمتكررة.
- إصابات الأنف والأذن والحنجرة.
- إصابات تجويف البطن.
- إصابات الجلد والأنسجة الرخوة.

## موانع الاستعمال
- المرضى المعروف ان لديهم حساسية لمادة الأوفلوكساسين أو مشتقات الكينولون.
- مرضى الصرع أو مرضى بإصابات سابقة في الجهاز العصبي المركزي.
- الأطفال والذين في طور النمو.
- السيدات الحوامل أو المرضعات.

## الأعراض الجانبية
قد تظهر أحياناً بعض الاضطرابات مثل الشعور بالغثيان، اضطراب في الجهاز الهضمى، الصداع، الدوخة، أعراض حساسية في الجلد أو أعراض حساسية ناتجة عن التعرض لأشعة الشمس.

## التفاعلات البينية
لا تؤخذ مضادات الحموضة أو الحديد إلا قبل أو بعد تناول المستحضر بساعتين، إذ تقلل مضادات الحموضة والسوكرالفات وأملاح الزنك من امتصاص الدواء.

## احتياطات
- يجب على المريض أثناء فترة العلاج عدم التعرض لأشعة الشمس لفترات طويلة أو أشعة الشمس.
- يجب تجنب القيادة والأعمال التي تتطلب التركيز.

## الجرعة
- اصابات الجهاز التنفسي : قرص واحد مرتين يومياً
- اصابات الجلد والأنسجة الرخوة : قرص واحد مرتين يومياً
- اصابات الجهاز البولى العلوى : قرص واحد مرتين يومياً
- اصابات تجويف البطن : قرص واحد مرتين يومياً
- اصابات الجهاز البولى السفلى : نص قرص واحد مرتين يومياً
- في حالات الإصابات الشديدة يمكن زيادة الجرعة إلى 1,5 - 2 قرص مرتين يومياً.

## الأشكال الصيدلانية
يتوفر على شكل حقن تحتوي على 40 ملغ في كل مل، وعلى شكل مَحْلُول أُذُنِيّ بتركيز 3%، وعلى شكل مَحْلُول عَينِيّ بتركيز 3%، وعلى شكل أقراص تحتوي على 200، و300، و400 ملغ.

## ملحوظة
يجب أخذ الدواء على معدة خالية قبل الأكل بساعة أو بعد الأكل بساعتين مع كوب ماء.
لا يجب أخذ الدواء مع الطعام.

## فترة العلاج
ينبغى أن يستمر العلاج لمدة 3 أيام بعد عودة درجة حرارة الجسم للطبيعي وسكون الأعراض.
تكفي فترة العلاج من 7 - 10 أيام في معظم حالات العدوى الحادة.
يستمر العلاج لمدة 10 أيام على الأقل في العدوى ببيتاهيموليتيك ستربتوكوكاى.
يكفي العلاج لمدة 3 أيام لعدوى الجهاز البولي السفلي غير المصحوب بمضاعفات.
ينبغي ألا تتعدى مدة العلاج أربعة أسابيع.

## الحفظ
- يحفظ بعيداً عن الرطوبة وعند درجة حرارة لا تزيد عن 30 ْ م.
- يحفظ الدواء بعيداً عن متناول الأطفال.